# Pedro Miguel Ruiz-Carranza
Pour les articles homonymes, voir Carranza.
Pedro Miguel Ruiz-Carranza est un herpétologiste colombien né le 3 février 1932 et mort le 12 septembre 1998.

## Espèces décrites
- Andinophryne atelopoides
- Atelopus angelito
- Atelopus carauta
- Atelopus guitarraensis
- Atelopus laetissimus
- Atelopus lozanoi
- Atelopus mandingues
- Atelopus minutulus
- Atelopus monohernandezii
- Atelopus nahumae
- Atelopus quimbaya
- Atelopus sernai
- Atelopus simulatus
- Atelopus sonsonensis
- Atopophrynus syntomopus
- Bufo cristinae
- Centrolene acanthidiocephalum
- Centrolene guanacarum
- Centrolene huilense
- Centrolene hybrida
- Centrolene litorale
- Centrolene notostictum
- Centrolene paezorum
- Centrolene petrophilum
- Centrolene quindianum
- Centrolene robledoi
- Centrolene sanchezi
- Centrolene tayrona
- Cochranella adiazeta
- Cochranella chami
- Cochranella cristinae
- Cochranella daidalea
- Cochranella garciae
- Cochranella luminosa
- Cochranella luteopunctata
- Cochranella nephelophila
- Cochranella oreonympha
- Cochranella posadae
- Cochranella punctulata
- Cochranella ramirezi
- Cochranella rosada
- Cochranella savagei
- Cochranella solitaria
- Cochranella spilota
- Cochranella susatamai
- Cochranella xanthocheridia
- Hyalinobatrachium
- Osornophryne
- Osornophryne percrassa

## Espèce dédiée à Pedro Miguel Ruiz-Carranza
- Anolis ruizi[1]